# Falconete

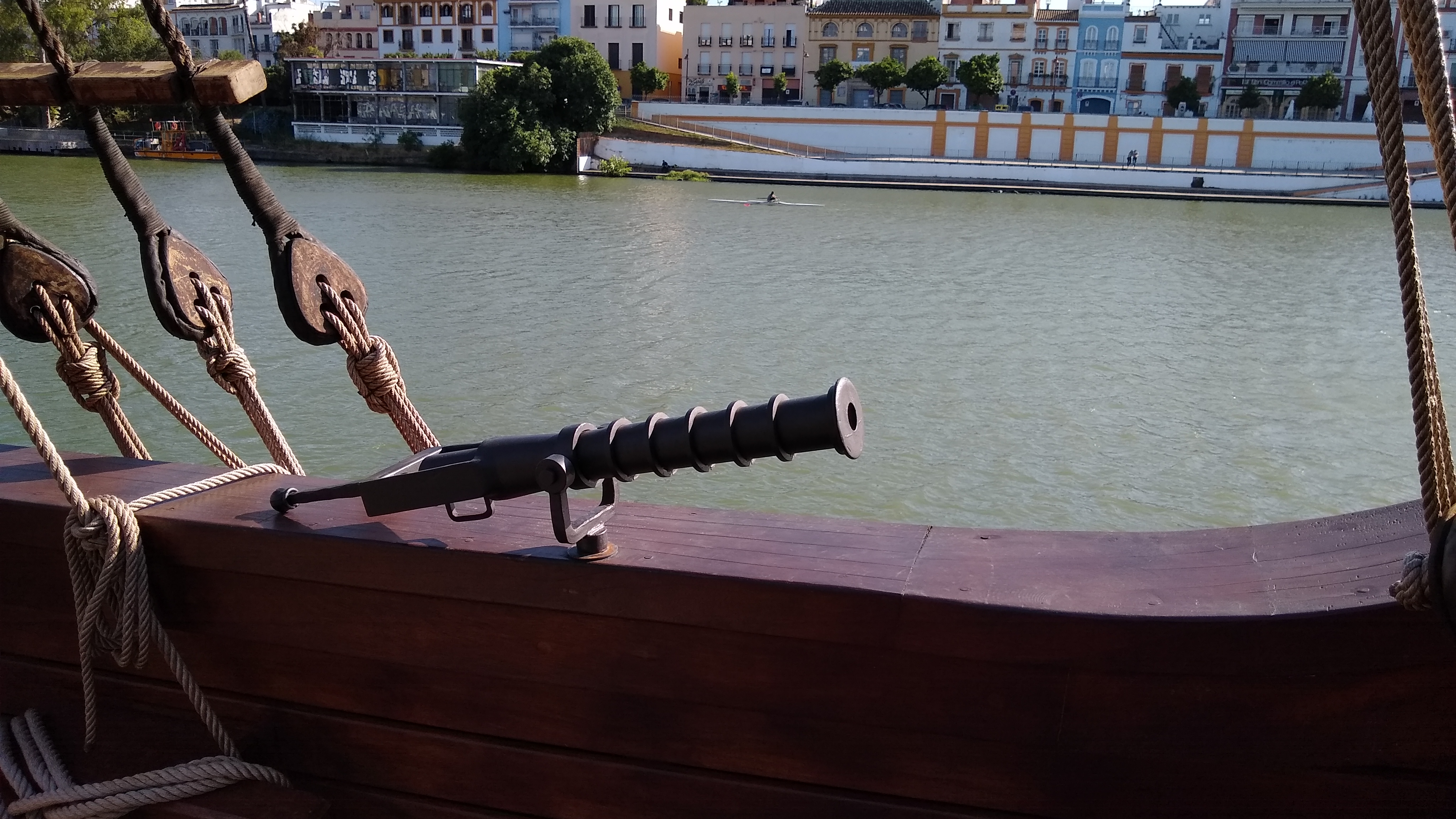
Falconete en la nao Victoria 500.

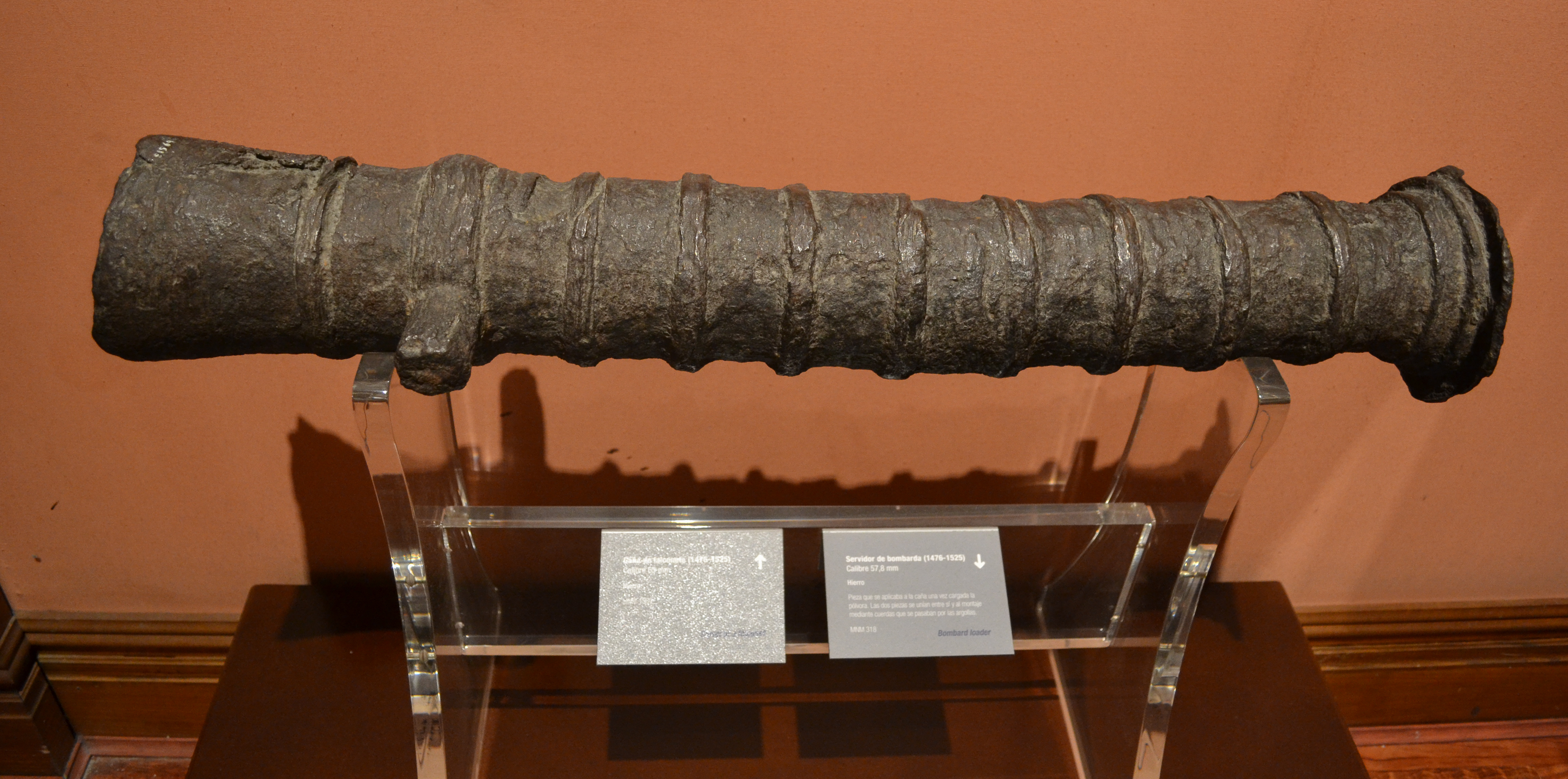
Caña de falconete (1476-1525). Museo Naval de Madrid.

Los falconetes son antiguas piezas de artillería ligera de gran longitud y cuyo calibre oscilaba entre 5 y 7 centímetros. Se idearon en el siglo XIV y formaban parte de la llamada artillería menuda. Eran piezas de 400 kg de peso, de tiro impreciso, su alcance máximo era de unos 1000 metros, con una cadencia de fuego de 15 minutos.
Se trataba de armas de fuego de retrocarga. La parte posterior del tubo se prolongaba por medio de una varilla llamada rabera que era empleada para facilitar la puntería en altura. En la caña del mismo existían dos muñones que entraban en una horquilla, la cual se apoyaba en un afuste en forma de espiga que hacía de eje de giro para poder apuntar el arma en varias direcciones.
Eran básicamente unos pequeños cañones de hierro, cuyo cometido principal era provocar daños a las personas. Fueron muy usados, sobre todo para repeler abordajes en los buques. Se colocaba la espiga en un orificio practicado en la cubierta en los costados del barco y disparaba bolas macizas de hierro, aunque en ocasiones este proyectil era sustituido por un puñado de balas de arcabuz.
A menudo era desmontado en el barco para así ser llevado a lomos de un mulo o en la espalda de una persona para luego ser descargado para su uso. Hernán Cortés poseía cuatro de ellos cuando conquistó Tenochtitlán y Francisco Pizarro uno cuando entró en Cajamarca.